# Collinsia rattanii
Collinsia rattanii är en grobladsväxtart. Collinsia rattanii ingår i släktet collinsior, och familjen grobladsväxter.

## Underarter
Arten delas in i följande underarter:
- C. r. glandulosa
- C. r. rattanii